# Otto Merkle
Otto Merkle (ur. 1900, zm. ?) – zbrodniarz nazistowski, członek załogi niemieckiego obozu koncentracyjnego Dachau i SS-Oberscharführer.
Od 1943 do maja 1945 kierował ślusarnią należącą do Deutsche Ausrüstungswerke (DAW) w obozie Dachau. Znęcał się wówczas nad więźniami (zwłaszcza tymi niezdolnymi do pracy), bijąc ich i pozbawiając racji pożywienia. Oprócz tego skazywał ich na karę chłosty czy słupka. Zakłady DAW były jednym z najgorszych komand więźniarskich obozu Dachau.
W procesie członków załogi Dachau (US vs. Hans Ulrich i inni), który miał miejsce w dniach 12–22 listopada 1946 przed amerykańskim Trybunałem Wojskowym w Dachau Merkle skazany został na 20 lat pozbawienia wolności.